# Phan Thanh Giản

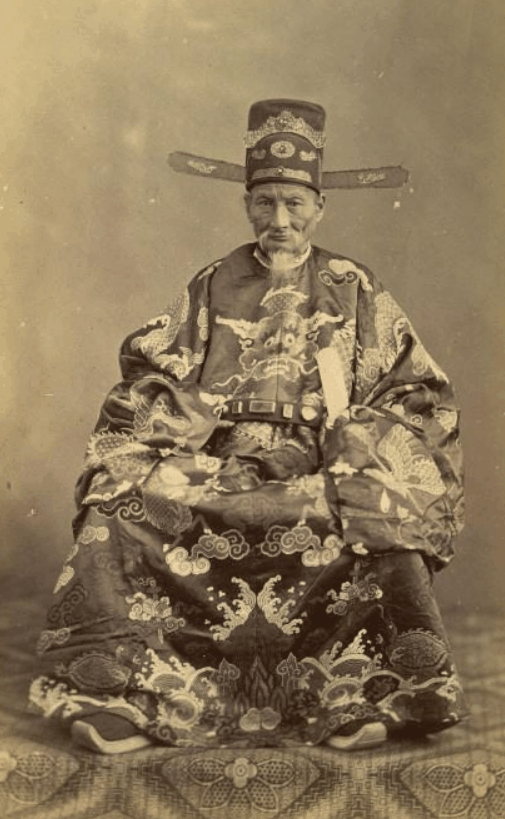
Phan Thanh Gian, Paris, 1863

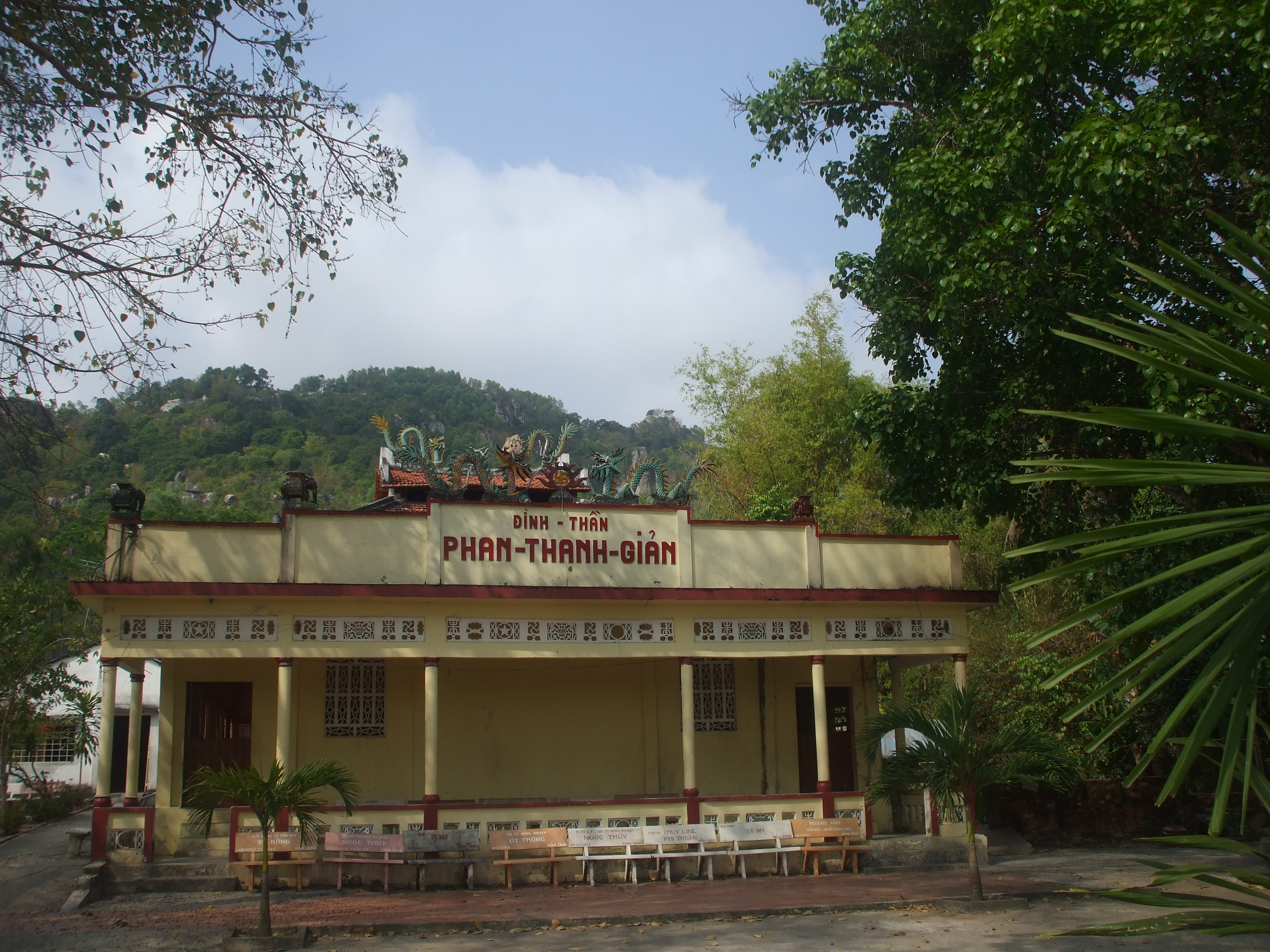
Phan-Thanh-Giản-Tempel

Phan Thanh Giản (Hán Nôm: 潘淸簡, * 11. November 1796; † 4. August 1867) war ein vietnamesischer Politiker der Nguyễn-Dynastie, Historiker, Philosoph des Neokonfuzianismus und Diplomat.

## Leben
Sein Spitzname war Lương Khê (梁溪).
Phan Thanh Giản stammte aus einer Familie mit bescheidener Abstammung aus der Provinz Vĩnh Long. Er erreichte 1826 als erster Anwärter aus dem Mekong-Gebiet die traditionelle konfuzianische Gelehrtenwürde. Er diente während der 1830er-Jahre als Diplomat am Hof der Qing-Dynastie. Am Hofe von Kaiser Tự Đức gehörte er zu den Fürsprechern einer diplomatischen Politik der Zugeständnisse gegenüber der in Indochina expandierenden Kolonialmacht Frankreich. Er führte auf vietnamesischer Seite 1862 die Verhandlungen zum Vertrag von Saigon. Er war Vietnams Botschafter in Frankreich von 1862 bis 1863 und anschließend Statthalter über die verbliebenen südlichen Provinzen des vietnamesischen Kaiserreichs von 1864 bis 1867.
Als er die weitere Annexion der südlichen Provinzen des Landes durch die französische Kolonialmacht durch diplomatische Aktivitäten nicht aufhalten konnte, trat Giản von seinem Posten als Gouverneur der südlichen Provinzen zurück und beging Suizid. Seine Söhne schlossen sich dem bewaffneten Kleinkrieg der Landbevölkerung gegen die Kolonialmacht an.